# Ligonha
Der Ligonha ist ein Fluss in Mosambik.

## Verlauf
Der Fluss entspringt am Monte Culucui, auf etwa 1200 m in der Provinz Nampula. Er beschreibt einen weiten Bogen nach Südosten und bildet dabei auf ganzer Länge die Grenze zwischen der Provinz Zambezia und Nampula. Der Ligonha mündet etwa 20 km südlich von Moma in die Straße von Mosambik.
Seine Hauptzuflüsse sind am rechten Ufer der Fluss Namarroi und am linken Ufer die Flüsse Neuire und Lalaua.

## Einzugsgebiet
Das Ligonha-Einzugsgebiet umfasst eine Fläche von 16.300 km², das im Norden durch das des Lúrio, im Nordwesten durch das des Meluli und im Südosten durch das des Molocué begrenzt wird. Die Form dieses Beckens entspricht der einer Ellipsene mit einer Breite von etwa 100 km.